# دره کیسو

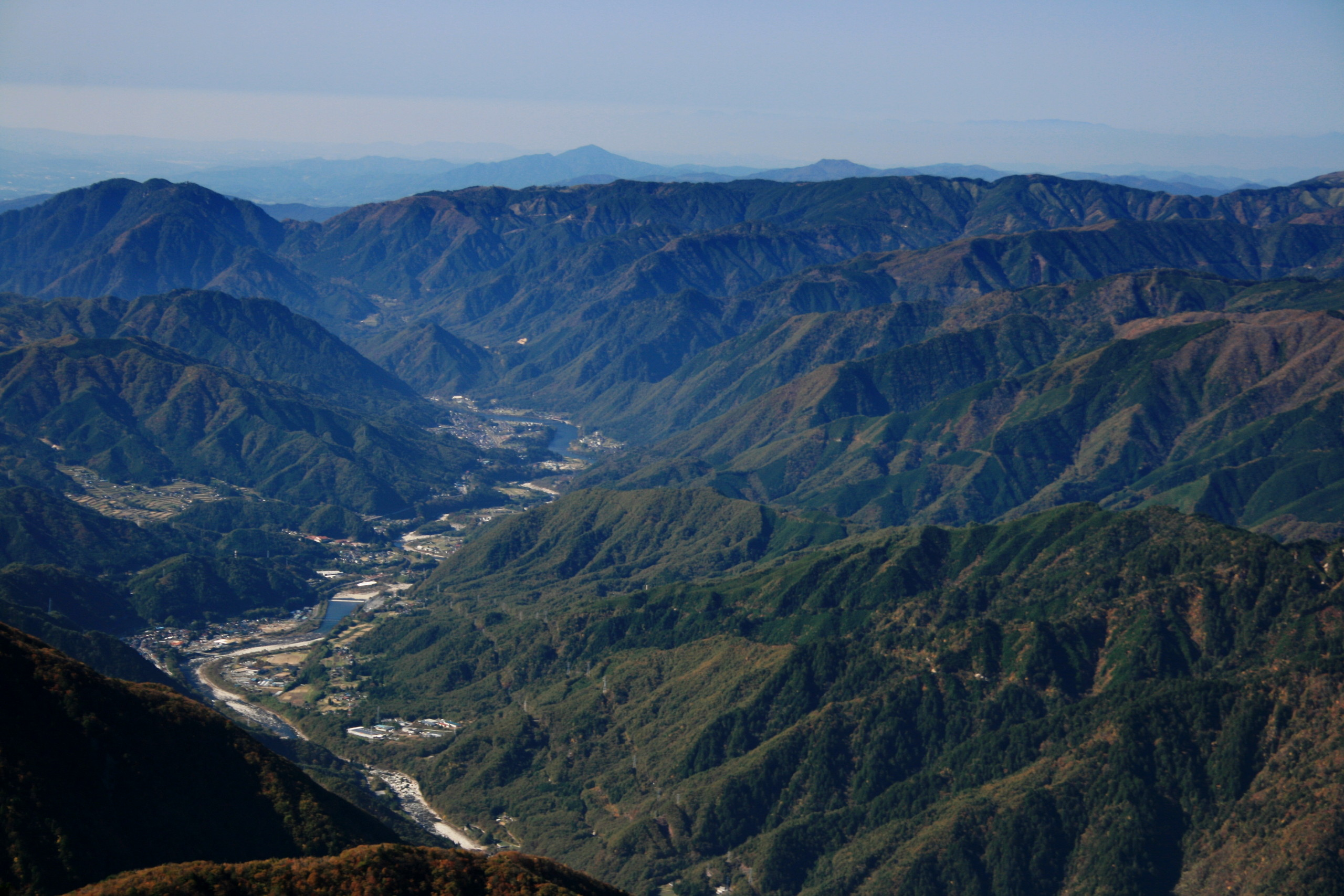
دره کیسو

دره کیسو (به ژاپنی: 木曾谷 Kiso-dani) یک منطقه جغرافیایی است. این دره در قسمت‌های بالای رود کیسو در بخش جنوب غربی استان ناگانو در ژاپن قرار دارد. این دره V شکل با طول تقریباً ۶۰ کیلومتر (۳۶ مایل) است که در امتداد جهت رودخانه قرار گرفته‌است.